# Oxazinine

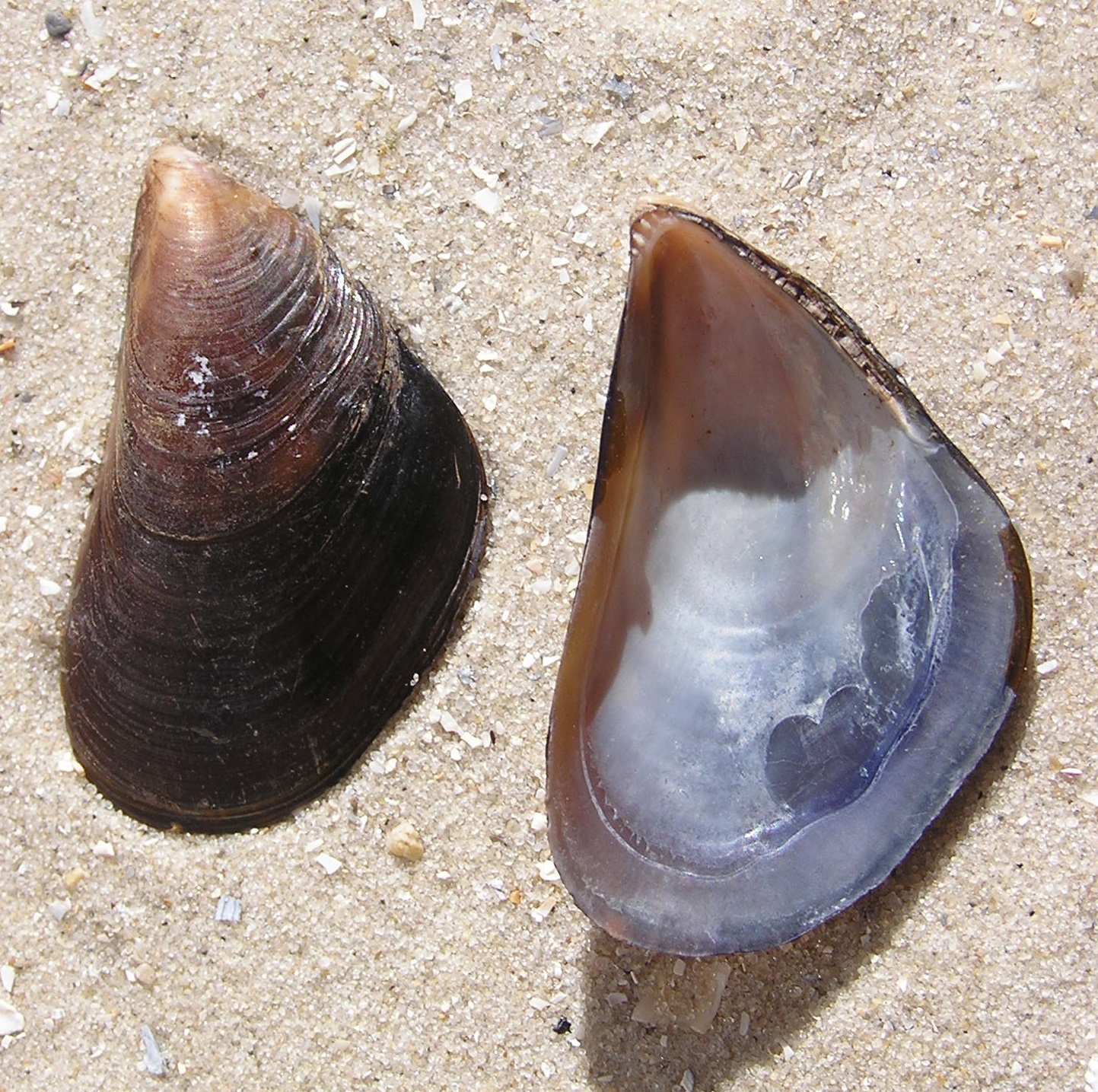
Mittelmeer-Miesmuschel (Mytilus galloprovincialis)

Oxazinin-Grundstruktur

Die Oxazinine sind eine Gruppe polycyclischer mariner Toxine, die in der Natur bisher nur in Mittelmeer-Miesmuscheln (Mytilus galloprovincialis) und Dinoflagellaten gefunden wurden. Alle Mitglieder besitzen einen zentralen, Morpholin-ähnlichen Ring (3-Oxo-1,4-oxazinan), der mit einem Indol- sowie einem Phenol- oder p-Kresol-Substituenten verbunden ist. Da die Oxazinine den Muscheln offenbar als cytotoxische Abwehrstoffe dienen, werden sie auf ihre Verwendung als Arzneistoffe (Antibiotika oder Zytostatika) untersucht.

## Vorkommen und Eigenschaften
Oxazinine wurden in Verdauungsdrüsen der Muschel Mytilus galloprovincialis (O-1 bis O-4) sowie von 2004 bis 2007 in adriatischen Dinoflagellaten weitere Vertreter (O-5, O-6 und Preoxazinin-7) gefunden. Die genaue Funktion ist unbekannt; sie sind jedoch zellgiftig (cytotoxisch), wobei die Vertreter mit einer Nitril-Gruppe (O-1, O-4, O-5, O-6) die höchste Cytotoxizität aufweisen. Das Oxazinin-1 konnte das Wachstum von Krebszellen der Typen WEHI 164 und J774 hemmen. Als Arzneistoffe könnten sie zum Abtöten von Mikroorganismen (Antibiotika) und Krebszellen eingesetzt werden.

## Darstellung
Eine Arbeitsgruppe der Butler University stellte Oxazinin-3 durch Umsetzung von Bromessigsäurebromid mit dem α-Aminoalkohol (1) (Reduktionsprodukt des Tyrosin) zum Zwischenprodukt (2) und anschließender Reaktion mit Indol (3) zum Endprodukt (4, Oxazinin-3) her:

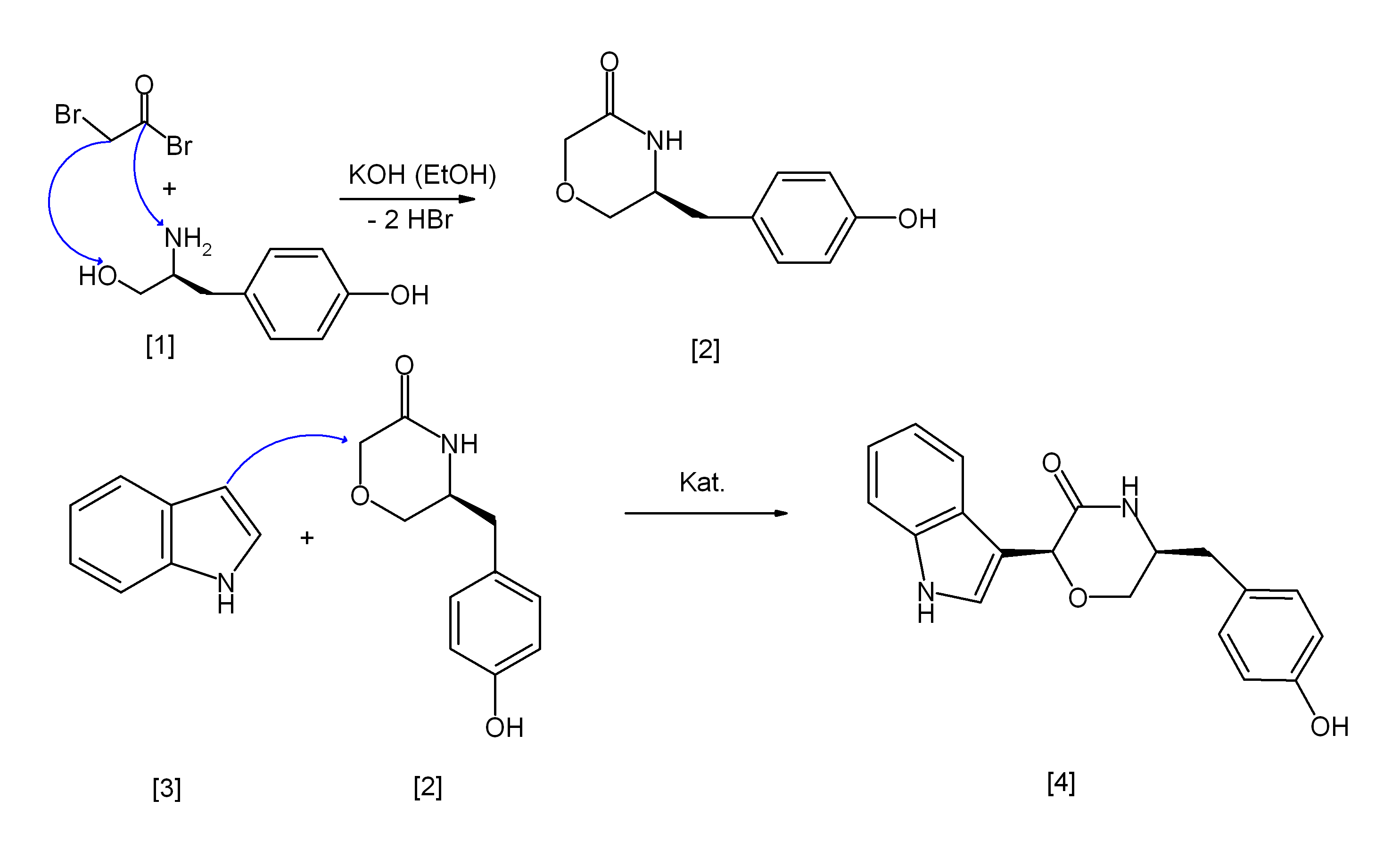
Synthese des Oxazinin-3

## Vertreter
Derzeit sind sechs Vertreter der Stoffgruppe in der Natur gefunden worden, sowie ein Preoxazinin-7, das möglicherweise eine Vorstufe bei der Biosynthese aus Tryptophan und Tyrosin darstellt:
| Oxazinine |             |             |             |             |            |            |               |
| Name      | Oxazinin-1  | Oxazinin-2  | Oxazinin-3  | Oxazinin-4  | Oxazinin-5 | Oxazinin-6 | Preoxazinin-7 |
| CAS       | 331836-02-3 | 331836-03-4 | 331836-05-6 | 908290-08-4 | n. b.      | n. b.      | n. b.         |
| Struktur  | Oxazinin-1  | Oxazinin-2  | Oxazinin-3  | Oxazinin-4  | Oxazinin-5 | Oxazinin-6 | Preoxazinin-7 |